# جامعة ديكن
جامعة ديكن هي جامعة أسترالية تقع تحديداً في ولاية فيكتوريا الواقعة في الجنوب الغربي من أستراليا. يتراوح عدد طلاب جامعة ديكن بما يقارب 40,000 طالب حسب إحصائية عام 2010. وتحصل جامعة ديكن على أكثر من 600 مليون دولار من الإيرادات التشغيلية سنويا، وايضاً تسيطر على أكثر من 1.3 مليار دولار من الأصول المالية. أيضا جامعة ديكن تلقت أكثر من 35 مليون دولار من دخل البحوث في عام 2009, وكان يقدر عدد طلاب البحوث في عام 2010 بـ835. وفي عام 2009قام الأكاديميين بتأليف 33 كتابا، و 705 مجلة علمية . تملك جامعة ديكن أكثر من فرع في أستراليا، وخصوصاً في المدن الساحلية : جيلونج، ملبورن، وارنمبول، فيكتوريا.

## إنظر أيضاً
جامعة سوينبرن التقنية